# Lemon socialism
Lemon socialism (literalmente "socialismo limão") é um termo irônico em política econômica da língua inglesa para referir-se a uma forma de intervenção governamental na qual subsídios, apoio, governamentais vão para empresas fracas ou falidas (chamadas de "lemons"), com o resultado efetivo de que o governo e Estado (e, consequentemente, o contribuinte) absorve parte ou totalidade das perdas ou custos deste destinatário. O termo deriva da concepção de que no socialismo o governo poderia nacionalizar uma empresa por completo, enquanto no "lemon socialism" a empresa poderia manter os seus lucros, mas as suas perdas são transferidas para o contribuinte. Também chamado de "capitalismo ersatz", pode se referir à avaliação do economista Joseph Stiglitz sobre o neoliberalismo, a cartelização e a busca de rendas na economia estadunidense, "administrada para e pelos poderosos".
Tais pagamentos podem ser feitos com a intenção de evitar maiores danos sistêmicos ao que, de outra forma, poderia ser considerado um mercado livre. Por exemplo, o bailout decorrente à crise financeira global de 2008 pode ser descrito como um exemplo de "lemon socialism". O argumento de ser um termo irônico surge da crença entre economistas do livre mercado de que, em um mercado livre funcional, empresas falidas seriam substituídas por empresas com melhor funcionamento em resposta à demanda.
O termo também pode ser usado para descrever os esforços do governo para nacionalizar empresas, nas quais o governo assume o controle de companhias fracas sem assumir o controle de empresas saudáveis. Defensores do livre mercado poderiam então usar de argumento que as empresas nacionalizadas vacilantes como exemplos de como a regulamentação governamental prejudica os negócios.

## Origem
O político da cidade de Nova Iorque Mark Green cunhou o termo pela primeira vez em um artigo de 1974 discuting sobre a empresa de serviços públicos estadunidense Con Edison.
O sentimento foi expresso antes no argumento político-econômico "socialismo para os ricos e capitalismo para os pobres", que estava em uso na década de 1960, embora a noção de privatização de lucros e socialização de custos tenha aparecido por volta 1834, sobre fechamento do Segundo Banco dos Estados Unidos pelo 7º presidente estadunidense, Andrew Jackson.
Joseph Stiglitz usou o termo "capitalismo ersatz" para descrever uma abordagem semelhante a de Barack Obama, 44º presidente dos Estados Unidos.

## Outras línguas
Em islandês, o "lemon socialism" é conhecido como "Sósíalismi andskotans", que significa "socialismo do diabo", um termo cunhado por Vilmundur Jónsson (1889–1971, Cirurgião-Geral da Islândia) na década de 1930 para criticar o suposto capitalismo clientelista em Landsbanki, que ganhou nova força no debate sobre a crise financeira islandesa de 2008–2012. O mesmo também é chamado de Pilsfaldakapítalismi, que significa "capitalismo debaixo da saia", o termo se refere às crianças que se escondem atrás das saias de suas mães depois de terem feito algo errado para criticar a suposta falta de transparência nas negociações e a relutância em lidar com as consequências ruins sozinhas.[carece de fontes?]